# فنیکسویل، پنسیلوانیا
فنیکسویل (به انگلیسی: Phoenixville) یک منطقهٔ مسکونی در ایالات متحده آمریکا است که در پنسیلوانیا واقع شده‌است.

## خصوصیات
فنیکسویل ۱۶٬۵۱۸ نفر جمعیت دارد.